# Aleixo Corte-Real
D. Aleixo Corte-Real ComTE (nascido Nai-Sesu; Ainaro, 1886 — Timor, Maio de 1943), mais conhecido simplesmente como Dom Aleixo, foi um nobre régulo timorense.

## Biografia
Ainda jovem, em 1911-1912, combateu, ao lado dos Portugueses, uma coluna de sublevados, promovida pelos holandeses, oriunda de Manufahi, e comandada pelo liurai Dom Boaventura.
Tendo-se, posteriormente, convertido ao Catolicismo, vindo a baptizar-se em 1931, adoptando, então, o nome Aleixo Corte-Real, pelo qual ficou conhecido.
Em 1934, na qualidade de liurai de Suru e de Ainaro, Dom Aleixo viria a visitar Portugal, juntamente com mais oito timorenses, a fim de participar na Exposição Colonial do Porto.
Em 1942, durante a Segunda Guerra Mundial, os japoneses invadiram a ilha de Timor onde estavam estacionadas algumas companhias australianas que ofereceram resistência, contando com o apoio de alguma população timorense. As Colunas Negras, milícias timorenses armadas pelos japoneses, semearam o terror entre a população civil até ao final da ocupação que durou três anos. Dom Aleixo Corte-Real, que se opôs desde o seu início à invasão japonesa, lutou contra as tropas japonesas e colunas negras, tendo sido capturado em 1943. Pouco depois foi fuzilado, com toda a sua família.
Durante o período posterior à Segunda Guerra Mundial foi uma figura central na promoção colonial do regime português do Estado Novo, sendo argumentado que Dom Aleixo foi morto por se ter mantido fiel a Portugal, recusando-se a entregar a bandeira portuguesa que escondera.
A 30 de Outubro de 1946, por promoção do então Ministro das Colónias, Marcello Caetano, foi feito Comendador da Ordem Militar da Torre e Espada, do Valor, Lealdade e Mérito a título póstumo. Na sede do distrito em Ainaro foi levantado a este herói timorense um monumento que ainda se encontra em bom estado de conservação. Em sua honra foi também dado o nome de Dom Aleixo a um dos seis subdistritos do distrito de Díli.
Foi impressa uma série de notas de 20$00, 50$00, 100$00, 500$00 e 1.000$00 escudos de Timor Português com a sua imagem.